# Licantropi (Twilight)
Nella serie di Twilight il termine licantropo è utilizzato impropriamente per indicare un mutaforma, ossia un essere umano in grado di assumere a volontà le sembianze di un lupo; questi cosiddetti licantropi sono per questo diversi dalla figura del licantropo propria dell'immaginario collettivo.
Jacob Black, uno dei protagonisti della saga, scopre di essere un licantropo nel corso del secondo libro; nel quarto libro sarà Edward Cullen a spiegare come i licantropi di La Push siano in realtà mutaforma, e a confermare l'esistenza dei licantropi veri e propri (chiamati Figli della Luna).

## Origini
Le leggende degli indiani Quileute narrano della loro discendenza dai lupi e dell'esistenza di esseri metà uomini e metà lupi.
La piccola tribù dei Quileute si stabilì nel golfo all'estremo nord-ovest della penisola dell'attuale Stato di Washington: dediti alla pesca, erano un popolo pacifico. L'invasione di una tribù vicina più numerosa costrinse i Quileute a far ricorso alla magia: lasciati i corpi, gli spiriti dei guerrieri potevano scatenare venti poderosi, urlando in modo spaventoso. Gli animali erano in grado di vedere questi spiriti e di comunicare con loro e i guerrieri ne approfittarono per scacciare il nemico dalle loro terre.
Anni dopo, la tribù viveva in pace sotto il capo Taha Aki: solo un uomo non era felice, Utlapa. Questi era uno spirito guerriero tra i più forti ed era invidioso del potere del capotribù. Taha Aki poteva leggere nei pensieri degli altri spiriti guerrieri e vide i desideri di conquista che animavano Utlapa: per questo decise di allontanarlo dalla tribù. Utlapa si rifugiò nei boschi, meditando vendetta. Un giorno, Utlapa scoprì il corpo di Taha Aki abbandonato in un posto sicuro mentre il suo spirito era lontano a sorvegliare la tribù. Utlapa lasciò il suo corpo e si impossessò di quello del capo, troppo lontano per ritornarvi prima del rivale. Giunto al luogo segreto, Taha Aki trovò il corpo di Utlapa senza vita e intuì che questi avesse preso il suo posto nella tribù. Approfittando di questo potere, Utlapa iniziò a dettare leggi a proprio vantaggio, prima tra tutte il divieto di entrare nel mondo degli spiriti: se un guerriero avesse abbandonato il proprio corpo infatti, avrebbe scoperto l'inganno. La tribù conobbe un periodo di tristezza e desolazione e lo spirito di Taha Aki ne soffriva: a questo si aggiungeva il dolore di una non-vita, senza speranza né di poter tornare tra i vivi né di raggiungere l'ultima terra dove dimorano i suoi antenati.
Un giorno, lo spirito di Taha Aki si imbatté in un grosso e bellissimo lupo. Stupefatto da tanta forza e fierezza chiese al lupo di poter condividere il suo corpo con lui, e il lupo accettò. Come lupo si diresse al suo villaggio e, simulando un canto quileute con l'ululato riuscì a convincere uno degli uomini ad entrare nel mondo degli spiriti: qui gli spiegò quello che era accaduto, ma nel frattempo Utlapa sopraggiunse e uccise il traditore. Per la rabbia scatenata da questo gesto, lo spirito di Taha Aki prese il sopravvento sul lupo e riuscì a trasformarsi in un essere umano perfetto, la gloriosa interpretazione del puro spirito di Taha Aki. I guerrieri lo riconobbero subito nonostante le diverse sembianze. Il potente Taha Aki uccise Utlapa e tornò a governare la tribù mantenendo il divieto di entrare nel mondo degli spiriti per evitare che altri cercassero di rubare l'identità altrui. Taha Aki visse come uomo per molti anni trasformandosi in lupo quando doveva proteggere la propria tribù e questa capacità si trasmise ai suoi figli e al resto della sua discendenza.
Molti anni dopo, una donna vampiro decimò la tribù dei Quileute e quelle vicine. Prima che i licantropi riuscissero a capire come sconfiggerla, uccise la moglie del capo tribù, i suoi figli e molta altra gente. Dopo uno scontro sanguinoso, il vampiro venne ucciso (dato che il primo figlio di Taha Aki scopri che i denti dei lupi ferivano i vampiri). Le conoscenze acquisite malgrado questo scontro si tramandarono a tutti i lupi per generazioni e i vampiri che osavano avvicinarsi al territorio dei Quileute venivano sconfitti, fino all'arrivo dei Cullen. Carlisle infatti propose una tregua: lui e la sua famiglia si sarebbero impegnati a non mordere nessun umano (né per nutrirsene né per trasformarlo) e a non oltrepassare i confini dei Quileute e in cambio i Quileute li avrebbero lasciati vivere vicino alla loro terra.

## Trasformazione
Per molti anni, i maschi Quileute non si trasformarono in lupi: la pace siglata con i Cullen portò un periodo di equilibrio nella zona e i licantropi venivano ricordati solo nelle leggende.
In New Moon, il secondo romanzo della serie, i giovani Quileute ritornano a trasformarsi in lupi, come conseguenza dell'arrivo dei vampiri Victoria, Laurent e James, che iniziano una caccia spietata verso Bella Swan. Inizialmente, è Jacob Black a parlare di una banda formata da suoi coetanei, giovani che si presentano alla tribù come i "protettori": il leader è Sam Uley, che raduna attorno a sé altri giovani della riserva. Jacob inizialmente li biasima, per le loro arie da giustizieri e perché anche il suo amico Embry Call è stato coinvolto nel loro gruppo. Solo dopo essersi trasformato egli stesso in lupo, Jacob inizia a capire cosa stava succedendo ai suoi amici.
In Eclipse, per il grande pericolo costituito dall'esercito di vampiri neonati radunato da Victoria, si uniscono ai licantropi anche un ragazzino e un'adolescente, anch'essi discendenti dal primo licantropo Taha Aki.
In Breaking Dawn, venuti a conoscenza della gravidanza di Bella, decidono dapprima di distruggere la creatura che ne sarebbe venuta fuori; Jacob si ribella quando capisce che la sopravvivenza di Isabella non è però contemplata nel loro piano, pertanto decide di abbracciare il suo sangue alfa e scappa, seguito da Seth e successivamente da Leah, formando un nuovo branco. Quando Jacob ha l'imprinting con Renesmee, la figlia di Edward e Bella, il branco guidato da Sam non può più uccidere la bambina, per la loro legge suprema.
Quando giungono anche i Volturi per giustiziare i Cullen, il numero di vampiri sopraggiunti,tra alleati e nemici, fa sì che al branco di Sam Uley si uniscano altri 7 licantropi.

## Poteri e abilità
Sotto forma di lupo, i mutaforma hanno l'aspetto di lupi dalle dimensioni enormi, pari a quelle di un cavallo, mentre in forma umana acquisiscono un fisico scolpito e statuario. La forma e il colore del pelo cambiano a seconda delle caratteristiche fisiche ed intellettuali di ogni mutaforma, mentre la sua estensione aumenta con l'aumentare di quella dei capelli dell'essere quando esso è in forma umana. Di conseguenza, i mutaforma tendono a tenerli sempre corti. Inoltre, in qualunque forma essi si trovino, questi esseri hanno una temperatura corporea di circa 42 °C. Con la trasformazione, un mutaforma acquisisce forza, resistenza, velocità e agilità sovrumane, una resistenza alla fatica altrettanto sovrumana, sensi super-sviluppati, per la precisione vista, visione notturna, olfatto e udito, un potente legame telepatico con gli altri membri del branco (possono comunicare con loro fino a 500 km di distanza (o più) e sentire come proprie le loro emozioni, ma non possono in alcun modo disobbedire agli ordini del capo branco), artigli e denti in grado di penetrare qualunque cosa. Anche in forma umana dispongono di forza, resistenza e agilità sovrumane e degli stessi sensi super-sviluppati, ma queste loro capacità non raggiungono i livelli di quelle sviluppate sotto forma di lupo.
In un mutaforma giovane e inesperto, la trasformazione da uomo a lupo viene solitamente scatenata da una forte rabbia, mentre i mutaforma con più esperienza riescono a trasformarsi a comando. Questo cambiamento, per nulla doloroso, viene preceduto da una sorta di convulsione e si sviluppa in un arco di tempo pari a quello nel quale avviene un battito di ciglia. Durante le trasformazioni si sviluppa un istinto animalesco che aiuta il mutaforma a convivere con il proprio lato lupo. Inoltre, una volta che la prima trasformazione è avvenuta e lo spirito del lupo è entrato in contatto con questa dimensione, l'età del mutaforma si ferma e ricomincerà a invecchiare solo quando smetterà di trasformarsi. Un esempio è Taha Aki che visse una vita lunga quanto tre volte quella degli uomini.

## Imprinting
L'imprinting per i lupi Quileute è simile a un "colpo di fulmine", ma differisce da esso per due aspetti: innanzitutto perché è eterno, e poi perché, al contrario del colpo di fulmine, l'imprinting si può avere anche con un bambino di due anni o, come nel caso di Jacob e Renesmee, con un neonato. In questo caso non c'è niente di romantico, o almeno non subito: è definito come uno "spostamento di gravità". Basta guardare per un attimo negli occhi una persona e, se lei è la metà che si cercava, mai e poi mai esisterà qualcosa che sarà più importante di lei: in un istante ci si rende conto di potersi trasformare in tutto ciò di cui lei ha bisogno, "che sia un protettore, un fratello, un amico o un amante".
Le componenti femminili del branco, come spiegato in Breaking Dawn, non possono subire l'imprinting: è il caso di Leah, la quale dopo la trasformazione non solo non ha avuto più il ciclo, ma soprattutto non ha l'imprinting con nessuno, sebbene abbia una linea di discendenza molto vicina a quella del capobranco.

## Formazione del branco
Il primo a subire la trasformazione è Sam Uley, che la affronta da solo, senza sapere cosa gli sarebbe accaduto e senza nessuno che lo guidasse. Il vecchio Quil Ateara, durante una visita di cortesia, strinse la mano a Sam e subito capì cosa gli fosse successo, per il forte calore sentito nella stretta. Per questo, convocò Billy Black e Harry Clearwater, gli unici ad aver assistito alla trasformazione dei loro nonni in lupi: i tre spiegarono a Sam cosa gli fosse accaduto e perché.
Dopo Sam, fu il turno di Jared e Paul; poi di Embry, Jacob e Quil; infine, Seth Clearwater, nonostante la giovane età, e Leah Clearwater, una ragazza. Poco prima della battaglia con i neonati, al branco si uniscono anche Brady Fuller e Collin Littlesea, di un anno più giovani rispetto a Seth. In Breaking Dawn, a causa del via vai di numerosi vampiri a casa Cullen il branco aumenta a 17 componenti, dei quali molti ancora sconosciuti.

## Patto con i Cullen
Nel 1936, il branco composto da Ephraim Black, Levi Uley e Quil Ateara II, incontrarono i Cullen, un clan composto da cinque vampiri giunti a vivere nella zona per qualche anno. I tre mutaforma si prepararono allo scontro, ma Carlisle Cullen, il capofamiglia, convinse Ephraim di non voler fare del male a nessuno e di voler vivere in pace. Il vedere come il vampiro stesse cercando di evitare uno scontro in cui la propria famiglia godeva di una superiorità schiacciante, portò Ephraim a fidarsi e ad accettare la tregua. Fu così stabilito un patto secondo cui sarebbero state create una zona considerata il territorio dei Quileute, così come furono demarcati i confini del territorio appartenente ai Cullen: a entrambi i gruppi è proibito entrare nel reciproco territorio, e ai Cullen è proibito anche solo mordere qualsiasi umano sia dentro che fuori dai territori Quileute. Ogni gruppo giura anche di non rivelare agli umani la vera natura dell'altro.
Nonostante la tregua sia rispettata, quando i Cullen tornano a Forks nei primi anni duemila la loro presenza viene fortemente osteggiata dai membri della tribù che ancora credono alle tradizioni: si arriva addirittura a boicottare l'ospedale di Forks poiché in esso lavora Carlisle. I Cullen da parte loro, pur capendo la paura dei Quileute sono comunque mortificati, alcuni di loro anche offesi, da questo.
Dopo la battaglia contro i neonati di Victoria, e dopo le cure che Carlisle somministra a Jacob quando questi rimane ferito, sembra abbia inizio una prima vera e propria pace tra la tribù Quileute e i Cullen, tanto che sia gli anziani, che il capobranco Sam, sono disposti a non considerare una violazione del patto l'eventuale trasformazione di Bella in vampira. Quando però scopre che Bella è incinta, Sam, temendo per la sicurezza della tribù, organizza un attacco a sorpresa che, però, fallisce quando Jacob, Seth e Leah Clearwater si schierano dalla parte dei Cullen. Con la nascita di Renesmee e il conseguente imprinting di Jacob il patto viene riformato, e ora è più solido di quanto non sia mai stato perché la bambina, in quanto oggetto di un imprinting, ora fa parte sia della famiglia Cullen che della tribù Quileute.